# Tutaibo niger
Tutaibo niger är en spindelart som först beskrevs av O. Pickard-Cambridge 1882.  Tutaibo niger ingår i släktet Tutaibo och familjen täckvävarspindlar. Inga underarter finns listade i Catalogue of Life.